# هجرس مشورب
الهجرس المشورب أو النسناس أبو شنب (الاسم العلمي:Cercopithecus cephus) (بالإنجليزية: Moustached Guenon)‏ هو نوع من الحيوانات يتبع جنس الهجرس من فصيلة سعادين العالم القديم.